# Sugar Ray Seales
Sugar Ray Seales est un boxeur américain né le 4 septembre 1952 à Sainte-Croix (Îles Vierges américaines).

## Carrière
Champion des États-Unis amateur dans la catégorie super-légers en 1971 puis vainqueur des Golden Gloves l'année suivante, il devient champion olympique de la catégorie aux Jeux de Munich en 1972 après sa victoire en finale contre le bulgare Angel Angelov.
Seales passe professionnel l'année suivante et remporte le titre de champion d'Amérique du Nord NABF des poids moyens en 1976 et 1981 et de champion des États-Unis en 1977.

## Parcours auxJeux olympiques
Jeux olympiques d'été de 1972 à Munich (poids super-légers) :
- Bat Ulrich Beyer (RDA) aux points
- Bat Jim Montague (Irlande) aux points
- Bat Andres Molina (Cuba) 3-2
- Bat Zvonimir Vujin (Yougoslavie) 5-0
- Bat Angel Angelov (Bulgarie) 3-2